# 1301 Avenue of the Americas
1301 Avenue of the Americas, auch Crédit Agricole CIB Building, ist ein Wolkenkratzer in Manhattan in New York City. Zuvor trug der Büroturm die Namen Crédit Lyonnais Building (1990–2010) und J.C. Penney Building (1977–1990). Das Gebäude ist der US-Hauptsitz der Investmentbank Credit Agricole CIB.

## Beschreibung
Der Wolkenkratzer steht auf der Westseite der Avenue of the Americas, die auch als Sixth Avenue bezeichnet wird, zwischen der West 52nd und 53rd Street in Midtown Manhattan. Benachbarte Wolkenkratzer sind das Hotel New York Hilton Midtown im Norden und UBS Building im Süden. Östlich schräg gegenüber steht der 320 m hohe Wohnwolkenkratzer 53W53. Westlich verläuft die Fußgängerpassage 6½ Avenue, dahinter steht das 153 m hohe Sheraton New York Times Square Hotel. Zwei Blocks südlich befindet sich das Rockefeller Center.
Nach seiner Fertigstellung zog der Einzelhandelskonzern JCPenny als Hauptmieter in den Büroturm. JCPenney kaufte das Gebäude 1977 für 55 Millionen US-Dollar, machte es zu seinem neuen Hauptsitz und benannte es in „J.C. Penney Building“ um. 1988 verlegte JCPenney seinen Hauptsitz nach Plano, zog das Gebäude leer und bot es zu Verkauf an. Im Mai 1988 erwarben Tishman Speyer und Trammell Crow Company den Turm für 353 Millionen US-Dollar und unterzogen ihn nach Entwürfen des Architekturbüros Skidmore, Owings and Merrill (SOM) einer aufwändigen Renovierung. Die Renovierung umfasste ein neues Farbschema für die Fassade, die Erweiterung und Neugestaltung der Lobby sowie die Schaffung eines neuen Platzes mit neuer Pflasterung, Sitzgelegenheiten, Pflanzen und Venus-von-Milo-Skulpturen von Jim Dine. Der Wolkenkratzer trug ab 1990 den Namen Crédit Lyonnais und seit 2010 schließlich „Crédit Agricole CIB Building“.
1301 Avenue of the Americas wurde von Shreve, Lamb and Harmon entworfen und bis 1964 erbaut. Das Gebäude ist 185,6 m hoch und hat 46 Etagen. Der mittig stehende rechteckige Turm wird teilweise von einem sechs– bis zehnstöckigen Sockel umschlossen. Der Büroturm besitzt eine Glasfassade, an der sich Aluminiumpfeiler über die gesamte Höhe des Turms erstrecken und eine offene Gebäudekrone bilden. Die etwa zwei Etagen entsprechende hohe Lobby hat Glaswände an drei Seiten, glänzende Mahagoniwände und mit weißen Marmor verkleidete Säulen. Die Böden sind mit schwarz-weißen Granit eingefasst und die Decke ist mit Blattsilber verziert. In der Nachhaltigkeit erhielt der Wolkenkratzer im November 2022 von der U.S. Green Building Council die LEEDv4.1-Gold-Zertifizierung.
Bis zur Station 7 Avenue der New York City Subway in der Seventh Avenue sind es nur wenige Meter. Hier verkehren die Linien   .

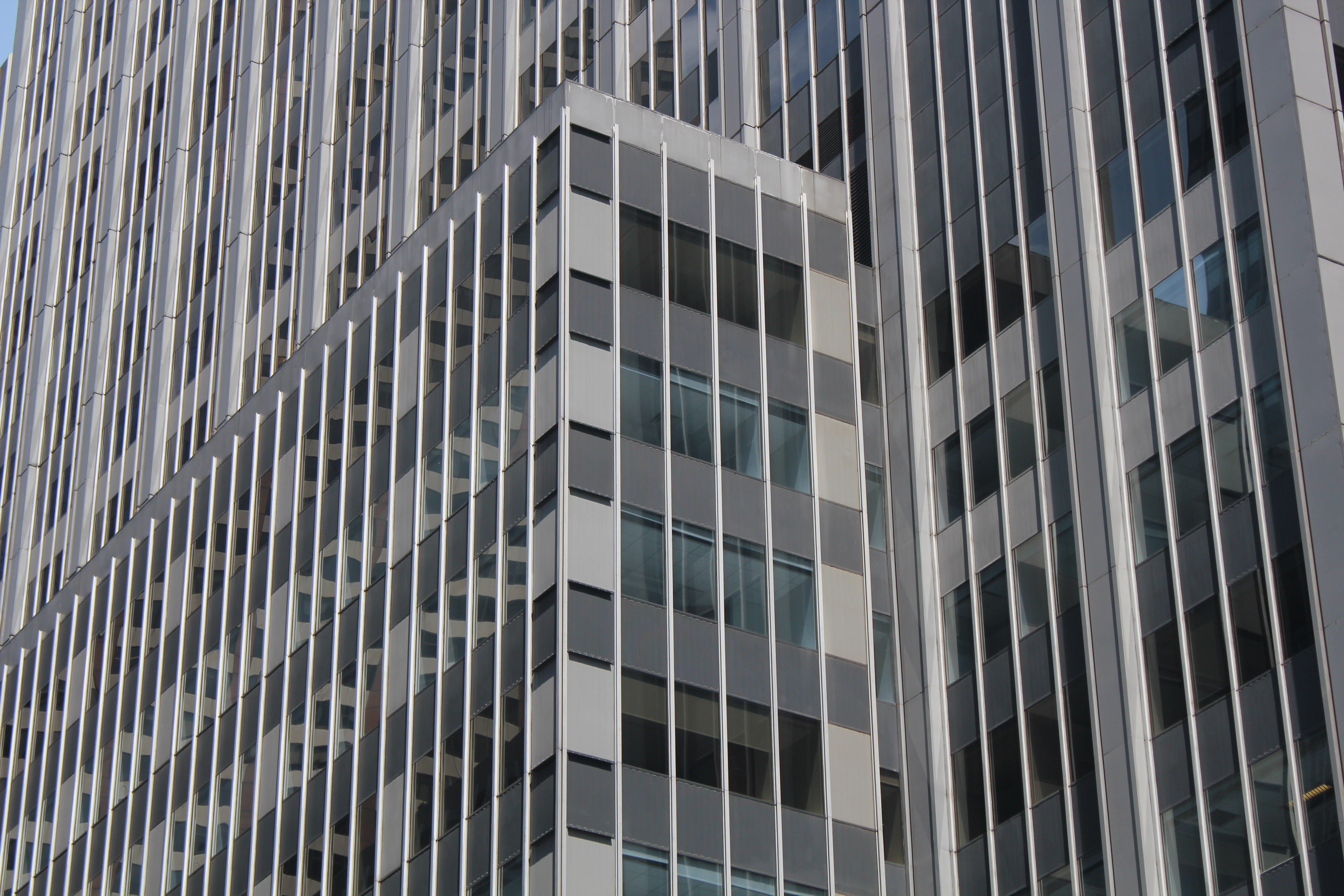
Detailansicht mit dem zehnstöckigen Sockel
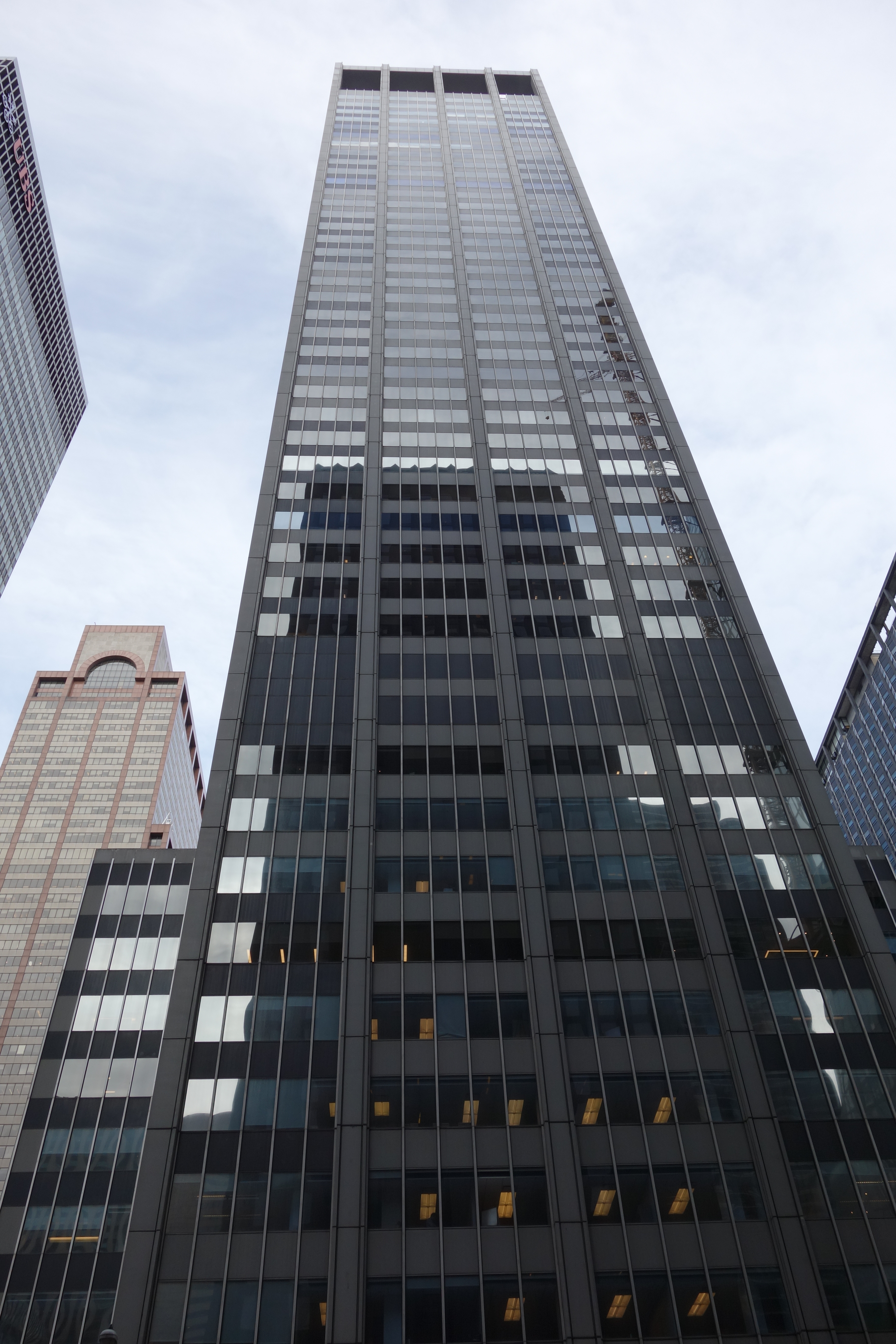
Vertikale Ansicht der Fassade